# Яньга
Яньга — река в России, протекает в Пудожском районе Карелии. Устье реки находится в 116 км по левому берегу реки Выг. Длина реки — 27 км, площадь водосборного бассейна — 95,5 км².
Высота истока (Сярьгозеро) — 171,4 м над уровнем моря.
К бассейну Янгьги также относятся озёра Янгозеро, Светозеро и Галгозеро.

## Данные водного реестра
По данным государственного водного реестра России относится к Баренцево-Беломорскому бассейновому округу, водохозяйственный участок реки — бассейн озера Выгозеро до Выгозерского гидроузла, без реки Сегежи до Сегозерского гидроузла. Речной бассейн реки — бассейны рек Кольского полуострова и Карелии, впадающих в Белое море.